# Verba manent
Verba manent è il primo album in studio del rapper italiano Frankie hi-nrg mc, pubblicato nel 1993 dalla BMG.

## Descrizione
Con l'uscita di questo disco, l'Italia ha assistito alla nascita di una delle più importanti figure dell'hip hop nazionale. Per il suo esordio, Frankie ha affidato il processo di missaggio a DJ Style. L'album contiene molte delle canzoni più famose di Frankie, tra le quali spiccano Fight da faida, storica traccia di denuncia alla mafia, alla camorra, al terrorismo e ai politici corrotti, con la base caratterizzata dall'uso di uno scacciapensieri, Faccio la mia cosa, tributo alla musica, Disconnetti il potere, contro coloro che manipolano la comunicazione, Libri di sangue, dedicato a problemi come il razzismo e lo sfruttamento delle donne, con la citazione del caso Rodney King e Omaggio, tributo, riconoscimento, dedica agli Otierre. Il brano Il bianco e il nero è tratto da un discorso di Sandro Pertini.
Il 7 marzo 1994 l'album venne ristampato con una lista tracce differente: il remix di Potere alla parola, quindicesimo brano dell'edizione originaria dell'album, fu rimpiazzata da Potere alla parola (Release 2.1) rimanendo comunque presente come traccia fantasma.

## Tracce
1. Entro – 2:38
2. Faccio la mia cosa – 4:17
3. Storia di molti – 3:04
4. Combatto la tua idea – 1:34
5. Etna – 2:45
6. Disconnetti il potere – 2:08
7. Omaggio, tributo, riconoscimento – 2:59
8. Calma... calma... – 2:24
9. Il bianco e il nero – 0:39
10. Libri di sangue (Versione Album) – 5:35
11. Pace e guerra – 1:52
12. Potere alla parola – 5:15
13. Fight da faida – 4:44
14. Libri di sangue (Radio Mix) – 4:54
15. Potere alla parola (Remix) – 5:53
16. Esco – 0:33

Edizione del 1994
1. Potere alla parola (Release 2.1) – 4:45
2. Esco – 0:33
3. Potere alla parola (Remix) – 5:53 – traccia fantasma

## Formazione
- Frankie hi-nrg mc – rapping
- Alberto Brizzi – pianoforte, sintetizzatore
- DJ Style – giradischi
- Picchio G. Bagnoli – basso (traccia 2)
- Claudia Bertoldi, Eva Bambagiotti, Cecilia Borrani, Luca Conti, Cesare Bianconi, Davide Treggiari, Luigi Cosi, Frank Nemola, Ricky Rinaldi, Roberto Vernetti, Francesca Rivetti, Andrea Rivetti, Marco Rivetti, Franca Volterra, Alberto Brizzi, Marco Capaccioni, Germana Di Gesù, il Sig. Corinaldesi, il Sig. Mario Magnotta – contributi vocali (tracce 2, 6, 12, 14)
- Francesco Bruni – chitarra (traccia 3)
- Cisca – batteria (traccia 3)
- Alberto Mommi – sassofono (traccia 3)
- Ferdinando Treggiari – flauto traverso (traccia 5)
- Il Piccolo Coro degli Enfants Prodiges dell'Asilo Cavour di Città di Castello – voci bianche (traccia 12)
- Vannina La Bruna – voce solista (traccia 13)